# District de Raigad
Le district de Raigad (en Marathi:  रायगड जिल्हा ) est un  district de la division de Konkan du Maharashtra. 

## Description
Son chef-lieu est la ville d'Alibag.  